# 2014년 동계 올림픽 개막식
2014년 동계 올림픽 개막식은 2014년 2월 7일 피시트 올림픽 스타디움에서 거행되었다. 2014년과 연관지어 20시 14분 (모스크바 시간)에 시작되어 2시 2분에 끝났다. 블라디미르 푸틴 대통령에 의해 개회가 선언되었다.
이 대회의 선수단 입장은 러시아어 키릴 문자의 순서대로 진행되었다.

## 에피소드
개막식이 시작되고 10여 분쯤 뒤, 오륜기가 펼쳐지는데 아메리카 대륙을 상징하는 적색 링이 펴지지 않아 '사륜기'라는 조롱을 받았다.

## '러시아 알파벳' 소개 부분 해석
개막식 공식 첫 프로그램은 러시아어 키릴 문자의 자모배열 순으로 러시아의 자랑거리를 소개하는 장면으로 시작하였다. 다음 표는 그 오프닝에서 언급된 러시아의 자랑거리이다.
| 문자 | 한국어 해석               | 러시아어 원어 표기    |
| ---- | ------------------------- | --------------------- |
| А    | 키릴 문자                 | Азбука                |
| Б    | 바이칼호                  | Байкал                |
| В    | 이고리 시코르스키         | Вертолёт Сикорского   |
| Г    | 유리 가가린/그젤          | Гагарин, Гжель        |
| Д    | 표도르 도스토옙스키       | Достоевский           |
| Е    | 예카테리나 2세            | Екатерина II          |
| Ё    | 안개 속의 고슴도치        | Ёжик в тумане         |
| Ж    | 니콜라이 주콥스키         | Жуковский             |
| З    | 콤바인                    | Зерноуборочная машина |
| И    | 러시아 제국               | Империя               |
| Й    | 표트르 일리치 차이콥스키  | Чайковский            |
| К    | 바실리 칸딘스키           | Кандинский            |
| Л    | 루노호트                  | Луноход               |
| М    | 카지미르 말레비치         | Малевич               |
| Н    | 블라디미르 나보코프       | Набоков               |
| О    | 우주 정거장 (살류트/미르) | Орбитальная станция   |
| П    | 주기율표                  | Периодическая таблица |
| Р    | 러시아 발레               | Русский балет         |
| С    | 스푸트니크 1호            | Спутник               |
| Т    | 레프 톨스토이, 텔레비전   | Толстой, Телевидение  |
| У    | 우샨카                    | Ушанка                |
| Ф    | 피시트 올림픽 스타디움    | Фишт                  |
| Х    | 호흘라마                  | Хохлома               |
| Ц    | 콘스탄틴 치올콥스키       | Циолковский           |
| Ч    | 안톤 체호프               | Чехов                 |
| Ш    | 마르크 샤갈               | Шагал                 |
| Щ    | 알렉세이 시추세프         | Щусев                 |
| Ъ    | 알렉산드르 푸시킨         | Пушкинъ               |
| Ы    | '우리'                    | Мы                    |
| Ь    | 루보프                    | Любовь                |
| Э    | 세르게이 예이젠시테인     | Эйзенштейн            |
| Ю    | 낙하산                    | Парашют               |
| Я    | 러시아                    | Россия                |